# Шабаев, Ильдар Хайдарович
Ильда́р Хайда́рович Шаба́ев (род. 28 апреля 1985, Куйбышев, СССР) — российский футболист, защитник.

## Карьера
Воспитанник самарского футбола, с 8 лет занимался в секции завода «Салют», затем в школе «Крыльев Советов». В 2001—2002 годах выступал за дубль «Крыльев Советов». В 2003 году начал профессиональную карьеру в составе подольского «Витязя», в дальнейшем выступал за «Краснодар-2000» и дубль питерского «Зенита».
В 2006 году стал победителем восточной зоны второго дивизиона в составе новокузнецкого «Металлурга». В 2008 году перешёл в «Ростов», с которым одержал победу в турнире первого дивизиона, принял участие в 16 матчах из 42, проведённых командой. На следующий сезон был отдан в аренду в свой прежний клуб — подольский «Витязь». В 2010 году играл за «Мордовию».
С 2011 года в течение пяти сезонов выступал за красноярский «Енисей», сыграл 154 матча (1 гол) в первом дивизионе и 8 матчей в Кубке России. В сезоне 2012/13 вместе с командой стал четвертьфиналистом Кубка, в 1/4 финала «Енисей» уступил московскому ЦСКА.
В сезоне 2016/17 играл за «Тюмень». Затем перешёл в ульяновскую «Волгу». В 2018—2020 годах играл в Крымской премьер-лиге.

## Достижения
- Победитель Первого дивизиона: 2008
- Серебряный призёр зоны «Восток» Второго дивизиона: 2006

## Личная жизнь
Старший брат Наиль (род. 1982) — также футболист, выступал в высшей лиге Казахстана.